# Michel Kerautret
Michel Kerautret (* 1949 in Paris) ist ein französischer Historiker.
Michel Kerautret studierte Geschichte und Literatur an den Universitäten Lyon, Paris (Sorbonne), Aix-Marseille und an der École Normale Supérieure Paris bis 1975
und unterrichtete anschließend am Französischen Gymnasium in Berlin und an der École Pratique des Hautes Études (EPHE). Seit 1978 ist Kerautret Beamter der Assemblée nationale.
Schwerpunkt der Forschung von Michel Kerautret sind die preußisch-französischen Beziehungen im 18. und 19. Jahrhundert und die internationalen Beziehungen zur Zeit Napoleons.

## Veröffentlichungen
- Michel Kerautret, Histoire de la Prusse, 2005 (Taschenbuch, 2010).
- Roger Dufraisse et Michel Kerautret, Nouvelle Histoire de la France contemporaine, tome 5: La France napoléonienne, aspects extérieurs. 1799–1815.
- Michel Kerautret, Les grands traités du Consulat et de l’Empire, 3 Bde., 2002–2004

| Personendaten    | Personendaten            |
| ---------------- | ------------------------ |
| NAME             | Kerautret, Michel        |
| KURZBESCHREIBUNG | französischer Historiker |
| GEBURTSDATUM     | 1949                     |
| GEBURTSORT       | Paris                    |